# La Fille sur le pont
La Fille sur le pont is een Franse film van Patrice Leconte die werd uitgebracht in 1999.
In deze film werkte Auteuil voor de eerste keer samen met regisseur Leconte. Later volgden nog La Veuve de Saint-Pierre (2000) en Mon meilleur ami (2006).

## Samenvatting
Adèle is een jonge vrouw die het leven niet meer ziet zitten en zelfmoord wil plegen. In Parijs staat ze op het punt van een brug te springen als een onbekende man haar aanspreekt. Die man is Gabor, hij verdient de kost als messenwerper en stelt haar voor met hem samen te werken. Vermits ze het leven beu is kan ze evengoed zijn nieuw doelwit vormen. Hij slaagt er niet in Adèle te beletten te springen en moet haar achterna duiken om haar te redden. De hulpdiensten halen hen uit het water. 
Nadat ze de kliniek verlaten hebben aanvaardt Adèle Gabors aanbod. Ze krijgt opnieuw zin in het leven.

## Rolverdeling
| Acteur                 | Personage                       |
| ---------------------- | ------------------------------- |
| Vanessa Paradis        | Adèle                           |
| Daniel Auteuil         | Gabor                           |
| Frédéric Pfluger       | de slangemens                   |
| Demetre Georgalas      | Takis                           |
| Catherine Lascault     | Irène                           |
| Isabelle Petit-Jacques | de getrouwde                    |
| Mireille Mossé         | de vrouw met het sterk geheugen |
| Didier Lemoine         | de controleur in de TGV         |
| Bertie Cortez          | Kusak                           |
| Stéphane Metzger       | de Italiaanse kelner            |
| Claude Aufaure         | de zelfmoordenaar               |
| Farouk Bermouga        | de kelner in de TGV             |
| Nicolas Donato         | meneer Loyal                    |
| Enzo Etokyo            | de man met de megafoon          |
| Giorgios Gatzios       | Barker                          |